# 南海の簡易半鋼車
南海の簡易半鋼車（なんかいのかんいはんこうしゃ）は、南海電気鉄道（南海）の前身・南海鉄道が1939年（昭和14年）から1944年（昭和19年）にかけて木造電車を簡素化した工程で鋼製車体化（鋼体化）した電車の総称である。

## 概要
南海では1931年（昭和6年）に鋼体化したクハユニ505形（1936年〈昭和11年〉にクハユニ1851形に改番）を皮切りに、木造車体の電車の鋼体化を鋭意進めていた。しかし、その内容はモハ121形などにみられるように一部の電装品を再利用するとはいえ事実上新造といえるもので、改造工事の所要日数がかかり進捗度は芳しくなかった。加えて対象車両数も多く、改造工期の短縮が課題となっていた。そうした状況の中で、種車となる木造車の台枠・屋根・天井・窓枠・扉などを再利用して鋼体化を行う工程が採用され、工期短縮が図られた。これらの電車は簡易な工程で鋼体化された半鋼製車ということから、簡易半鋼車と総称されるようになった。
種車となった電車は、1939年（昭和14年）当時在籍していた木造車のうち、タマゴ形の前面に5枚窓が並ぶ「丸電」である。1912年（明治45/大正元年）に電第参号形（電3形）や1921年（大正10年）に電4形として、あるいはこれらと同時期に制御車として製作されたゼネラル・エレクトリック製のPC-14-A形主制御器を装備する車両が大半を占めた。これらはいずれも17 m級車体、片側3扉、1段下降窓であり、鋼体化後も同様の仕様となった。
鋼体化後の車体は、天地寸法の小さい木造車の窓を流用したため窓框が高く（腰板が広くなって）腰高に見えるようになり、不格好であった。さらに、流用された扉は狭く、ラッシュ時などに乗降に支障をきたすなど、禍根を残すこととなった（簡易鋼体化後期には新製の広幅の扉を装備するようになった。またモハ1031・1063は事故復旧の際に難波側先頭部の扉を広幅のものに改造された。）。前面は木造時代と異なり、標準的な貫通路付きの3枚窓となった。なお、簡易鋼体化工事はすべて木南車輌製造にて行われた。
簡易鋼体化は大東亜戦争（太平洋戦争）中まで継続されたが、資材入手難のため1944年（昭和19年）施工車が最後となり、最終的に簡易半鋼車は総計38両となった。なお、1945年（昭和20年）に木造車1両が堺市の木南車輌製造戎島工場に送られ、簡易鋼体化を施工していたが、7月9日の空襲（堺空襲を参照）により工場もろとも焼失した。

## 変遷
戦災では7両を焼失した。戦後しばらくは主電動機交換・電装解除等による形式・車番の変更が激しく、これが落ち着いた1955年（昭和30年）頃にはモハ1031形・モハ1061形・モハ1301形・クハ1818形・クハ1821形・モユニ1041形の6形式にわかれて31両が在籍していた。主制御器は平坦路線用のPC-14-Aに統一されており、モユニ1041形は南海本線にて郵便・荷物輸送に、他は南海本線とその支線及び高野線の平坦区間（汐見橋　-　三日市町間）にて普通列車主体にモハ1201形等と混用されて使用された。
モハ1001形（旧貫通）の廃車によって木造車が全廃されたのに続き、鋼製車の中では居住性・耐久性に劣る簡易半鋼車が淘汰の対象となった。モユニ1041形と貴志川線に転用された2両（クハ1821・1827）以外は1968年（昭和43年）までに、貴志川線の2両も翌1969年（昭和44年）廃車となり、この時点で旅客輸送には用いられなくなった。南海本線の郵便・荷物輸送はその後も行われていたが、1972年（昭和47年）の郵便輸送撤退に続き、1973年（昭和48年）に荷物輸送も廃止となったため、同年にモユニ1041形も廃車となり、簡易半鋼車は完全に消滅した。モユニ1041形は住ノ江検車区 - 難波間のサハ4801形客車の回送の牽引も実施していた。

## 他社への譲渡車両
モハ1031形1037とクハ1821形1825が1966年（昭和41年）に水間鉄道に貸与され、最終的にそのまま譲渡された。番号はモハ361とクハ381となり、車体塗装は阪急マルーンに変更されて使用されたが、1971年（昭和46年）に廃車された。

## 補足
- クハユ1871形について

本形式の種車となったのはクハ1841形2両（1912年〈明治45/大正元年〉の新製時は大阪高野鉄道（高野線の汐見橋 - 橋本間の前身）電1形であった車両）と、クハ1835形1両（新製時は電5形であった車両）である。1871 - 73の3両とも1944年（昭和19年）2月に鋼体化が行われたが、結局これが最後の簡易半鋼車となった。本形式は他の簡易半鋼車とは異なり、高野線三日市町以南の急勾配区間や当時別会社であった高野山電気鉄道線（高野下 - 極楽橋間）への乗り入れに使用するために電力回生制動指令が可能な東洋電機製のAUR-11形主制御器に対応した主幹制御器を搭載していた。クハユという形式が示すように座席郵便合造車であったが、それゆえに種車からは他の簡易半鋼車と異なり、台枠のみ流用したとする文献もある。
新製後わずか約半年で1871が高野山電気鉄道の紀伊細川付近下り急勾配急曲線にて制動不能のため脱線転覆大破（これは死者71名を出した南海史上最悪の事故である）、破損状態のまま堺東車庫（当時）に収容されたが資材難で修理できず、放置された。そして翌1945年（昭和20年）7月9日の堺空襲で3両とも同車庫にて焼失し、全滅した。わずか1年間だけ存在したのみで消滅したことや、太平洋戦争最末期という時局柄、写真等の資料もほとんどないことから不明な点が多く、謎の形式とされる。
- クハ1818形について

本形式は1955年（昭和30年）時点で3両（1818 - 20）在籍したが、1820は1927年（昭和2年）に試作した南海最初の鋼製車ののちの姿であり、簡易半鋼車ではない。1818と1819は、1923年（大正12年）に電6形として製作されのちに制御器をAUR-11に交換したモハ701形を種車とした簡易半鋼車で、高野線で急勾配区間への乗り入れに使用されていた。1949年（昭和24年）に電装解除、主幹制御器をPC-14-A用に変更し、以後は南海線で使用された。